# Capacidade motora
Capacidade motora é um traço ou qualidade geral do indivíduo relacionada ao seu desempenho numa diversidade de habilidades ou de tarefas. Referem-se à potencialidade individual para a execução de habilidades motoras, que podem ser desenvolvidas pelo treinamento. Por exemplo: todos nascemos com um potencial para desenvolvermos a força, ou a resistência. Acredita-se que as capacidades motoras sejam determinadas geneticamente, mas não podem ser quantificadas (não se pode afirmar até onde um indivíduo pode desenvolver a velocidade ou a flexibilidade), por que, para atingir o potencial individual, existem muitos fatores a considerar.
O período de desenvolvimento de cada uma das capacidades é diferente, razão pela qual uma ginasta pode atingir o seu auge antes de um futebolista, por exemplo. Além do mais, no desporto/esporte, é muito difícil que as capacidades motoras sejam requeridas em forma pura e, geralmente, manifestam-se de forma associada.
As capacidades motoras podem ser divididas em:
- Capacidades motoras condicionais;
- Capacidades motoras coordenativas

## Capacidade vs. habilidade
Devemos observar que existem diferenças entre capacidade motora e habilidade motora. Capacidade refere-se às qualidades físicas de uma pessoa, um potencial, definido geneticamente, que pode ser atingido ou não. Enquanto que habilidade refere-se a uma tarefa com uma finalidade específica a ser atingida. Todos nascemos com uma determinada força, ou resistência, mas precisamos aprender a dançar ou a jogar basquete.

## Capacidades  condicionais
São capacidades ligadas ao processo energético e metabólico, determinadas pela obtenção e transformação de energia. Geralmente são divididas em:
- Força;
- Velocidade;
- Resistência;
- Flexibilidade.

### Força
É a capacidade que permite reagir contra uma resistência através da contração muscular. Esta possibilita, entre outros esforços: saltar, empurrar, levantar, puxar...
Do desenvolvimento da força pode ser:
Geral- quando visamos desenvolver todos os grupos musculares:
Específicas- quando visamos o desenvolvimento de um ou vários grupos musculares característicos dos gestos de cada modalidade.

### Velocidade
Capacidade de executar movimentos de dentro para fora no mais curto espaço de tempo. É a capacidade de executar ações motoras no mínimo de tempo, com intensidade máxima e com duração não superior a 6/8 segundos.Velocidade pode ser introduzida como "a capacidade de realizar um movimento em menor tempo possível".

### Resistência
Capacidade de suportar e recuperar da fadiga psíquica e principalmente da física.
Geral - quando é solicitada mais de 1/6 da massa muscular. É limitada pelo sistema cárdio-respiratório.
Local - quando é solicitada menos de 1/6 da massa muscular total. É determinada pela resistência geral pela força e capacidade anaeróbica.

### Flexibilidade
Capacidade que o atleta tem para executar ao longo de toda a amplitude, articular movimentos de grande amplitude por si mesmo ou por influência auxiliar das forças externas.
Flexibilidade ativa- Flexibilidade ativa é a maior amplitude de movimento alcançada usando apenas a contração dos músculos agonistas e sinergistas, enquanto os antagonistas são alongados. O desenvolvimento deste tipo de flexibilidade pode ser mais difícil pois requer a flexibilidade passiva para assumir a posição inicial e da contração dos músculos agonistas para mantê-la.
Flexibilidade passiva- Flexibilidade passiva é a maior amplitude de movimento que se pode assumir utilizando forças externas, por exemplo: peso do corpo, a ajuda de um parceiro, o uso de aparelhos, entre outros. sobre flexibilidade. A flexibilidade passiva é sempre maior que a flexibilidade ativa, a diferença entre as duas é chamada de "reserva de movimentos".
Geral – consiste na amplitude moral de oscilações de articulações especialmente nas principais articulações.: ombro anca e coluna vertebral.
Específica – consiste na amplitude necessária para a realização de movimentos específicos de cada modalidade.Flexibilidade é a capacidade motora de aproveitar as possibilidades de movimentar e articular o seu corpo o mais amplo possível.

## Capacidades motoras coordenativas
São essencialmente determinadas pelos processos de controle motor e regulação do sistema nervoso central, constituindo-se portanto na base para a aprendizagem, execução e domínio dos gestos técnicos. Na literatura, encontram-se divisões como:
- Capacidade de diferenciação;
- Capacidade de equilíbrio;
- Capacidade de orientação;
- Capacidade de ritmo;
- Capacidade de reação;
- Capacidade de alteração
- Capacidade de adaptação;
- Capacidade de regulação;
- Capacidade de aprendizagem motora.